# Taktisches Luftwaffengeschwader 74
A Taktisches Luftwaffengeschwader 74 (Asa Táctica N.º 74 da Força Aérea), anteriormente conhecida por Jagdgeschwader 74 (JG 74) (Asa de Caça N.º 74), é uma asa da Força Aérea Alemã, estacionada na Base Aérea de Neuburg, desde 1961. No dia 1 de Outubro de 2013, a unidade foi rebaptizada no seguimento de uma série de alterações na força aérea. Já ostentou o nome "Mölders", em honra a Werner Mölders, contudo após vários anos o nome foi removido pelo governo alemão.
A JG 74 actua na defesa aérea do Sul da Alemanha, operando dois esquadrões de aeronaves Eurofighter Typhoon.